# Mikhail Alekseyvich Yegorov
Mikhail Alekseyvich Egorov hay Mikhail Alekseyvich Yegorov (5 tháng 5 năm 1923–20 tháng 6 năm 1975) là một trong số những Anh hùng Liên bang Xô viết. Ông đã từng tham gia cuộc Chiến tranh thế giới thứ hai và đã cùng Anh
hùng Liên Xô Meliton Kantaria cắm lá cờ chiến thắng trên nóc nhà Quốc hội Đức trong Chiến dịch Berlin. Egorov qua đời năm 1975 tại Moskva vì một tai nạn giao thông.